# Kerstin Hammarlund
Kerstin Hammarlund, född 1929 i Stockholm, är en svensk målare. 
Hammarlund studerade konst vid Pernbys målarskola i Stockholm under 1950-talet. Hon har sedan början av 1970-talet i huvudsak arbetat med temautställningar, för att genom konsten beskriva mänskliga. Hammarlund är representerad vid Eskilstuna konstmuseum samt i ett flertal kommuner.   